# Ся Чжу
Чжу (спрощ.: 杼 або 予 або 宁 або 佇 або 宇; кит. трад.: 杼; піньїнь: Zhù) — сьомий правитель держави Ся, наступник свого батька Шао Кана.

## Загальні відомості
Народився в місті Цзіюань (сучасна провінція Хенань). Його батько, Шао Кан, був минулим володарем країни, а мати — дочкою вождя Північного племені.
На п'ятому році правління він переніс столицю держави з Цзіюаня до міста Лаоцю.
На восьмому році правління він рибачив у Східнокитайському морі, паралельно вивчав саньда.
Його вассалом був представник клану Шан на ім'я Мін.
Також, Чжу вважається винахідним китайської броні.
Син та наступник трону — Хуай